# Antonio Arias Alvarenga
Antonio Arias Alvarenga (Casadó, 1972. szeptember 7.  –) paraguayi nemzetközi labdarúgó-játékvezető. Teljes neve Antonio Javier Arias Alvarenga. Stílusa miatt  Castrilli becenevet kapta, Javier Castrilli – ő egy seriff volt – hasonló taktikája után. Polgári foglalkozása testnevelő tanár.	

## Pályafutása

### Nemzeti játékvezetés
A játékvezetésből 1992-ben vizsgázott, 2003-ban lett a Primera División játékvezetője.

### Nemzetközi játékvezetés
A Paraguayi labdarúgó-szövetség Játékvezető Bizottsága (JB) terjesztette fel nemzetközi játékvezetőnek, a Nemzetközi Labdarúgó-szövetség (FIFA) 2005-től tartotta nyilván bírói keretében. A FIFA JB központi nyelvei közül a spanyolt beszéli. Több nemzetek közötti válogatott és klubmérkőzést vezetett, vagy működő társának 4. bíróként segített. FIFA JB besorolás szerint elit kategóriás bíró.

#### Világbajnokság

##### U20-as labdarúgó-világbajnokság
Kolumbia rendezte a 18., a 2011-es U20-as labdarúgó-világbajnokságot, ahol a FIFA JB bíróként foglalkoztatta.

###### 2011-es U20-as labdarúgó-világbajnokság
| Időpont             | Helyszín                            | Mérkőzés típusa              | Mérkőzés             | Eredmény | Nézők száma |
| ------------------- | ----------------------------------- | ---------------------------- | -------------------- | -------- | ----------- |
| 2011. július 29.    | Jaime Morón León Stadion, Cartagena | csoportmérkőzés (E. csoport) | Ausztria–Panama      | 0 : 0    | 13 200      |
| 2011. augusztus 2.  | Pascual Guerrero Stadion, Cali      | csoportmérkőzés (B. csoport) | Portugália–Kamerun   | 1 : 0    | 28 889      |
| 2011. augusztus 5.  | Pascual Guerrero Stadion, Cali      | csoportmérkőzés (A. csoport) | Franciaország–Mali   | 2 : 0    | 31 328      |
| 2011. augusztus 10. | Központi Stadion, Armenia           | egyik nyolcaddöntő           | Nigéria–Anglia       | 1 : 0    | 18 187      |
| 2011. augusztus 20. | El Campín Stadion, Bogotá           | bronzmérkőzés                | Mexikó–Franciaország | 3 : 1    | 36 085      |

---
A világbajnoki döntőhöz vezető úton Brazíliába a XX., a 2014-es labdarúgó-világbajnokságra a FIFA JB bíróként alkalmazta. 2012-ben a FIFA JB bejelentette, hogy a brazil labdarúgó-világbajnokság lehetséges játékvezetőinek átmeneti listájára jelölte.

##### 2014-es labdarúgó-világbajnokság

###### Selejtező mérkőzés
| Időpont           | Helyszín                     | Mérkőzés típusa            | Mérkőzés          | Eredmény | Nézők száma |
| ----------------- | ---------------------------- | -------------------------- | ----------------- | -------- | ----------- |
| 2012. június 2.   | Központi Stadion, Montevideo | előselejtező (5. forduló)  | Uruguay–Venezuela | 1 : 1    | 57 000      |
| 2012. október 16. | Nemzeti Stadion, Santiago    | előselejtező (10. forduló) | Chile–Argentína   | 1 : 2    | 45 000      |